# 乐安镇 (青川县)
乐安寺乡，是中华人民共和国四川省广元市青川县下辖的一个乡镇级行政单位。2019年12月，撤销前进乡、乐安寺乡，设立乐安镇，以原前进乡和原乐安寺乡所属行政区域为乐安镇的行政区域，乐安镇人民政府驻白马街144号。

## 行政区划
乐安寺乡下辖以下地区：
场镇社区、通坝村、向阳村、后坝村、寨子村、大桥村、桂花村、石桥村、沙坝村和锦子村。